# بلا ویستا، مونته ویدئو
بلا ویستا (به لاتین: Bella Vista) یک منطقهٔ مسکونی در اروگوئه است که در مونته‌ویدئو واقع شده‌است.